# مستشفى الرمد التخصصي بأسوان
مستشفى الرمد التخصصي بأسوان هو مستشفى تخصصي في أسوان، مصر.

## الوصف
المستشفيي على مساحة 1000 متر مربع، ويتكون من 4 طوابق، بقدرة استيعابية 14 سريرا، تشمل (العناية المركزة، الإقامة الداخلية، عمليات جراحية، عيادات خارجية) مؤكدا أهمية المستشفى في خدمة المصابين بالأمراض الرمدية وجراحات العيون وإزالة المياه البيضاء.